# سیروس ماینور
سیروس ماینور (به انگلیسی: Cirrus Minor) نام آهنگی از گروه موسیقی پراگرسیو/سایکدلیک راک پینک فلوید است.این آهنگ اولین قطعه در آلبوم موسیقی متن فیلم بیشتر آنها است که در سال ۱۹۶۹ منتشر شد.

## درباره آهنگ
«سیروس ماینور» دارای مدت زمان ۵ دقیقه و ۱۵ ثانیه است.این آهنگ توسط راجر واترز (نوازنده گیتار بیس) گروه نوشته شده و توسط ریچارد رایت و دیوید گیلمور اجرا شده است .نواختن ارگ هموند توسط ریچارد رایت در این آهنگ شبیه به قسمت «Celetical Voice» (بخش چهارم از آهنگ «یک نعلبکی رمز و راز») می‌باشد.
در این آهنگ از سازهای کوبه‌ای و درامز استفاده نشده است ،همچنین از افکت‌های صوتی طبیعی نظیر صدای پرندگان استفاده شده است که بمانند این در آهنگ «علفزارهای گرانچستر» از آلبوم اوماگوما گروه قابل شنیدن است.

## دست‌اندرکاران
- دیوید گیلمور - گیتار، خواننده
- ریچارد رایت - اُرگ